# イスマイル・マタル
イスマイル・マタル、イスマイール・マタル（アラビア語: إسماعيل مطر 英語: Ismail Matar Ibrahim Khamis Al Mukhaini Al Junaibi, 1983年4月7日 - ）は、アラブ首長国連邦・アブダビ出身の元同国代表のサッカー選手。現役時代のポジションはFW。

## 経歴
2001年にアル・ワハダでプロキャリアをスタートさせ様々なタイトル獲得に貢献した。2009年にカタールのアル・サッドにレンタル移籍。

## 代表歴
アラブ首長国連邦代表として2003 FIFAワールドユース選手権ではMVPを獲得した。2003年にA代表デビューを果たし、2007年にはガルフカップの獲得に貢献し、自身も得点王を獲得した。

## 所属クラブ
- アル・ワハダ 2001-2024

→ アル・サッド 2009（loan）

## タイトル
クラブ
アル・ワハダ
- UAEリーグ 2001, 2005, 2010
- UAEプレジデントカップ 2016-17
- UAE・スーパーカップ 2001, 2005, 2010

代表
- ガルフカップ 2007，2013

個人
- ガルフカップ得点王 2007
- UAEリーグMVP 2006
- 2003 FIFAワールドユース選手権MVP